# جان ام. باتلر
جان ام. باتلر (به انگلیسی: John Marshall Butler) سناتور سابق عضو حزب جمهوری‌خواه ایالات متحده آمریکا بود. وی در سال ۱۹۵۱ تا ۱۹۶۳ میلادی سناتور ایالت مریلند در سنای ایالات متحده آمریکا بود.